# 布拉赫馬地區
布拉赫馬地區（Brahmarsi-desa），即印度梵語「聖地」的意思。該地區約為今印度錫林德（Sirhind）一帶。該地區之所以被稱為聖地的原因，是因相傳西元前1500年，該地區為印度雅利安人的發源起始地，也是印歐語系種族入印的首先發展區域。